# Richmond (Ohio)
Richmond – wieś w Stanach Zjednoczonych, w stanie Ohio, w hrabstwie Jefferson.